# Crossorhombus
Crossorhombus es un género de pequeños lenguados chuecos nativos del océano Índico y del Pacífico Oeste.

## Especies
Hay actualmente cinco especies reconocidas en este género:
- Crossorhombus azureus (Alcock, 1889) (Azul flounder)
- Crossorhombus howensis Hensley & J. E. Randall, 1993 (Señor Howe Isla flounder)
- Crossorhombus kanekonis (S. Tanaka (Yo), 1918)
- Crossorhombus kobensis (D. S. Jordania & Starks, 1906) (Kobe flounder)
- Crossorhombus valderostratus (Alcock, 1890) (Broadbrow flounder)